# Chirophryne xenolophus
Chirophryne xenolophus es una especie de pez abisal descrito por Regan y Ethelwynn Trewavas en 1932. El Chirophryne xenolophus es un pez onírico de la familia Oneirodidae y habita en los océanos Pacífico y Atlántico.

### Lectura recomendada
- Kailola, P.J. (1991) The fishes of Papua New Guinea: a revised and annotated checklist. Vol. III. Gobiidae to Molidae., Research Bulletin No. 41, Research Section, Dept. of Fisheries and Marine Resources, Papua New Guinea. 153 p.